# Distretto di Bouchegouf
Il distretto di Bouchegouf è un distretto della provincia di Guelma, in Algeria.

## Comuni
Il distretto di Bouchegouf comprende 4 comuni:
- Bouchegouf
- Medjez Sfa
- Oued Fragha
- Aïn Ben Beida